# Ajalvir
Ajalvir är en kommun i Spanien. Den ligger i den autonoma regionen Madrid, i den centrala delen av landet, 23 km nordost om huvudstaden Madrid. Antalet invånare är 4 863 (2024).